# Urostylididae

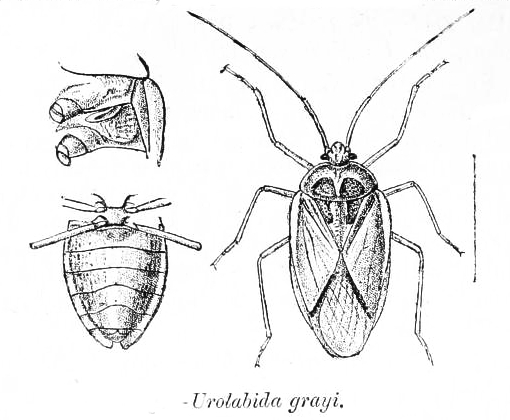
Urolabida grayi

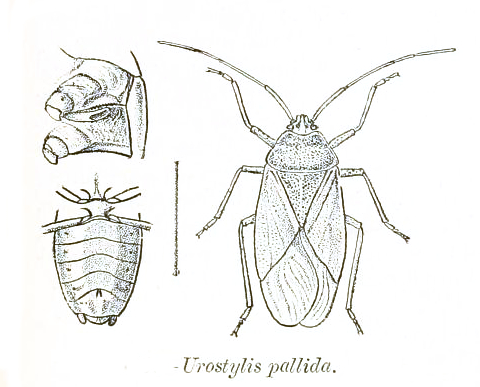
Urolabida pallida

Urostylididae – rodzina pluskwiaków z podrzędu różnoskrzydłych i nadrodziny tarczówek (Pentatomoidea).

## Taksonomia
Rodzina ta została wprowadzona w 1851 roku przez Williama Dallasa jako Urostylidae z rodzajem nominatywnym Urostylis. W 2001 roku Berger, Heiss i Kerzhner zaproponowali zmianę nazwy rodziny na Urostylididae w związku z usunięciem homonimii (nazwa Urostylidae jest stosowana również dla rodziny pierwotniaków) i tym, że w przypadku pluskwiaków nazwa ta nie jest utworzona poprawnie pod względem gramatycznym. Mimo to rodzina pluskwiaków w niektórych bazach taksonomicznych wciąż figuruje jako Urostylidae.
Dawniej różni autorzy umieszczali tę rodzinę jako blisko spokrewnioną z puklicowatymi, kowalowatymi czy tarczówkowatymi. Kumar w 1971 sugerował, że rodzina ta stanowi wczesną odnogę w ewolucji Pentatomomorpha. Analiza filogenetyczna Grazii i innych z 2008 roku wskazuje na pozycję bazalną Urostylididae w obrębie nadrodziny tarczówek. Badania te potwierdzają również monofiletyzm rodziny.

## Opis
Ciało zwykle wydłużone, sięgające od 3,5 do 14 mm, w obrysie jajowate. Głowa niewielka, opatrzona 15-członowymi czułkami, osadzonymi na szerokich, nabrzmiałych guzkach, które często robią wrażenie pierścieniowanych. Pierwszy człon czułków znacznie dłuższy od głowy. Przyoczka rozmieszczone blisko siebie. Bukule małe. Na przedpleczu obecne rozwinięte kąty tylne i barkowe. Odnóża wydłużone, o stopach trójczłonowych. Środkowe i tylne biodra szeroko oddalone. Na pazurkach obecne szczecinki. Gonokoksyty samic tworzą M-kształtny lub W-kształtny skleryt. Gonapofizy dziewiątego segmentu odwłoka umiarkowanie zesklerotyzowane do błoniastych, a ich drugie ramię słabo zesklerotyzowane lub nieobecne.

## Rozprzestrzenienie
Zasiedlają krainę orientalną i wschodnią część Palearktyki. Na południowy wschód sięgają Nowej Gwinei.

## Systematyka
Dawniej zaliczano tu Saileriolidae w randze podrodziny, jednak wyniesione zostały do rangi osobnej rodziny w 2008. Dotąd opisano ponad 80 gatunków. Grupuje się je w 9 rodzajach:
- Chelurotropella Ren, 2002
- Cobbenicoris Ren, 1998
- Eurhynchiocoris Reuter, 1881
- Tessaromerus Kirkaldy, 1908
- Urochela Dallas, 1850
- Urochelellus Yang, 1937
- Urolabida Westwood, 1837
- Urostylis Westwood, 1837
- Yangicoris Ren, 1998